# Mohito (zespół muzyczny)
Mohito (ros. Мохито) – rosyjski duet muzyczny, który tworzą Aleksandr Niechworostnoj i Aleksandra Strielcowa.

## Historia
28 maja 2015 roku wydali swój debiutancki album studyjny, zatytułowany Slezy solnca. Płyta promowana była przez single „Na radio” i „Ja nie mogu bez tebia”.
W 2016 roku wydali singiel „Nie biegu”. W 2017 roku zaprezentowali trzy single: „Nielubimaja”, „Lowlju momenty” i „Maldiwy”. W 2018 roku wydali singiel „Kaczeli”.

## Dyskografia

### Albumy studyjne
- Slezy solnca (2015)